# Tranqueras

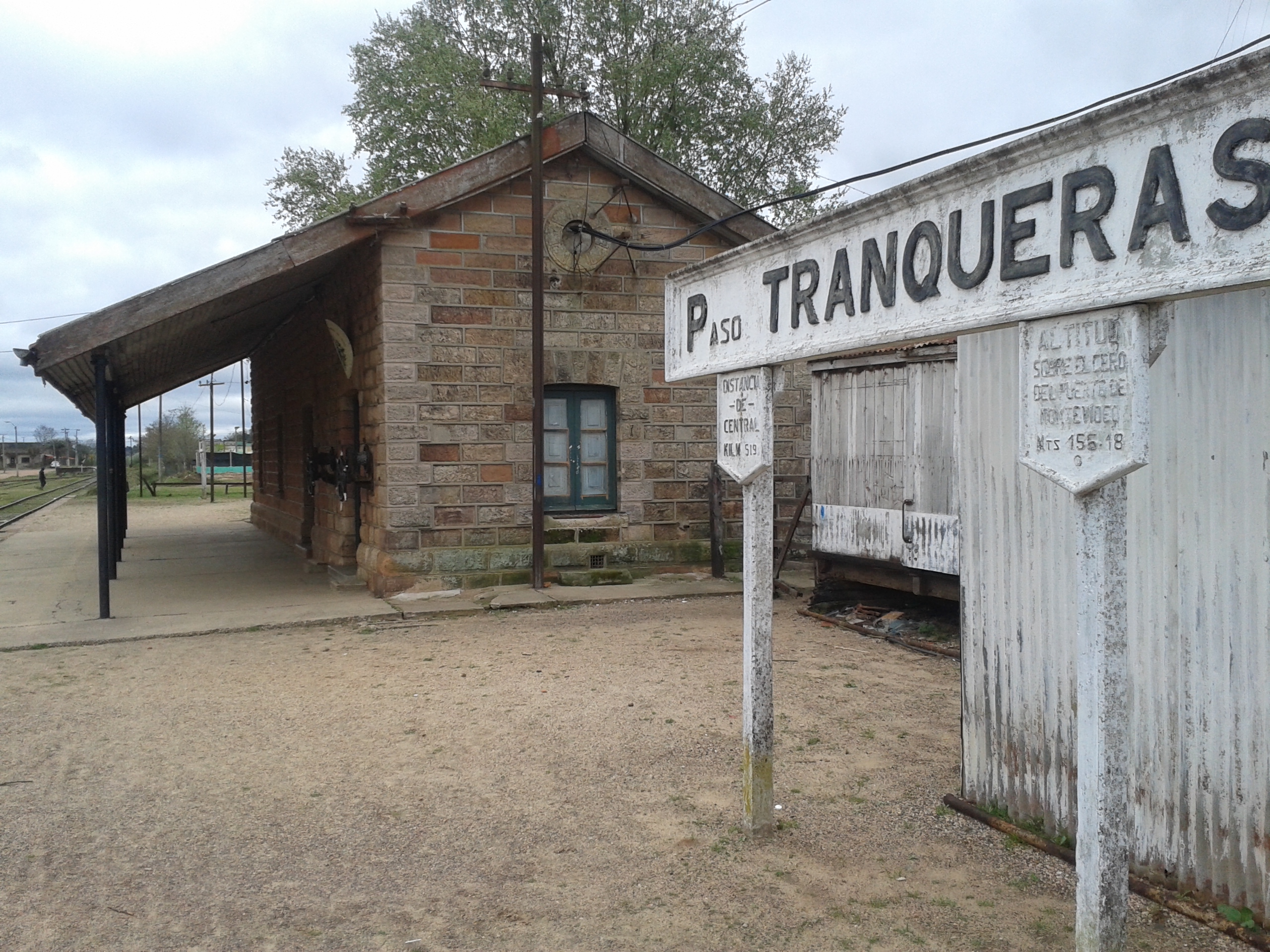
Estación de trenes de Tranqueras.

Tranqueras es una ciudad uruguaya del departamento de Rivera. Es además sede del municipio homónimo. 
La "Capital Nacional de la Sandía" como se la conoce, cuenta con 7,235 habitantes según el último censo realizado en el país, lo cual la convierte en la segunda ciudad en cantidad de habitantes del departamento de Rivera.

## Ubicación geográfica
La ciudad de Tranqueras está ubicada en la tercera sección judicial del departamento de Rivera, a 474 km de Montevideo y a 54 km de la ciudad de Rivera; a ambas se encuentra unida por las rutas 30 y 5, y por el ferrocarril, y separados por 31 km de Masoller. Se encuentra comunicada con la ciudad de Artigas, distante 132 km también a través de la ruta 30. 
La planta urbana está ubicada a orillas del río Tacuarembó Grande, sobre su margen izquierda, constituyendo el Paseo Puente Viejo y Balneario Municipal, al lado de dicho puente inaugurado el 25 de agosto de 1916, en la entonces ruta 30 que ahora tiene otro trazado.

## Historia
El río Tacuarembó, sobre cuya margen izquierda se formó luego la población, era el límite natural de las haciendas que en ambas márgenes, pertenecían a varios terratenientes. El ganado se mezclaba originando reyertas, por lo que se optó por construir una tranquera sobre el río. Esta rústica portera fue construida con madera del propio monte virgen. Eso originó el nombre Paso Tranqueras.
La localidad se originó entre 1890 y 1891 en los campos del propietario francés Bourré, donde se construyó la estación de trenes, la que comenzó a funcionar en 1892. Estos predios destinados a la localidad conformaban un total de 90 hectáreas. Para finales del siglo XIX, la localidad contaba con varios comercios de ramos generales, dos hoteles, una fábrica de tabacos y cigarrillos denominada La Tabacalera y una importante producción chacarera. En esa misma época, más exactamente en 1898, un poblador de origen genovés de apellido Connio, instaló en la localidad una empresa tipográfica en la cual se editaron varios periódicos locales, entre ellos: El Comercial, El Colibrí, y  El Imparcial.
El 22 de julio de 1914 la localidad fue declarada pueblo por ley N.º 5.107, y además se oficializó su nombre. El 15 de octubre de 1963, por ley 13.167 fue elevada a la categoría de villa y, finalmente el 13 de diciembre de 1994 por ley 16.667 fue declarada ciudad.

## Símbolos

### El escudo
Fue creado y oficializado en oportunidad del cincuentenario de la población, el 22 de julio de 1964. El boceto pertenece a la Maestra Aída Navarro. Tiene una banda central que separa dos paisajes, significando dos tiempos. En la parte superior del escudo se ubican las sierras de la Cuchilla Negra, entre las que se encuentra un camino y sobre éste una tranquera (portón). Separado por una franja con el nombre Tranqueras, se encuentran elementos relacionados con la actividad tradicional agrícola-ganadera de la zona, todos ellos bajo los rayos del sol.

## Población
Según el censo de 2023, la ciudad cuenta con una población de 7743 habitantes.
| 4976          | 3658 | 4097 | 4469 | 5792 | 7284 | 8190 | 7743 |
| (Fuente: INE) |      |      |      |      |      |      |      |

## Servicios

### Enseñanza
Educación inicial y primaria
Existen en Tranqueras cuatro escuelas públicas: N.º 3, Nº92, Nº124 y Nº131, siendo esta última especial para discapacitados intelectuales. Existen además un jardín de infantes, el N.º 138, y una guardería del plan CAIF.
Educación secundaria
En lo que respecta a educación secundaria, la localidad cuenta con un liceo público, el cual ofrece ciclo básico y bachillerato. Este liceo fue fundado en 1956, habilitado en 1957 y finalmente oficializado en 1958.
Educación técnica
En febrero de 2009 fue inaugurada la Escuela Técnica de Tranqueras, dependiente de UTU.

### Otros servicios
La ciudad cuenta con oficinas públicas como Municipio, Policía, Bomberos, Juzgado, Correos, Teléfonos, Telégrafo, Banco de Previsión Social, Banco República, Banco de Seguros, Salud Pública.

## Instituciones
Tranqueras posee una rica vida institucional, con actividades de gran dinamismo. Existen clubes de servicio como Rotary, Leones, Cruz Roja; deportivos y sociales como Centro Artigas Uruguay, Tranqueras, Artigas, Peñarol, Nacional. Funcionan Comité Patriótico, Comisión de Urbanización, Comisión de Acción Social, Comisión de Cultura, Grupo de Tercera Edad, Grupos de Danzas, Coros, Bandas Marciales y otras. Existe un Club de Tranquerenses Residentes en Rivera.
Otra institución relevante es la Asociación Cultural Museo y Casa de la Cultura de Tranqueras.

## Comercio e industria
La ciudad de Tranqueras se encuentra rodeada por una zona agrícola-ganadera, donde se destacan la producción de sandía, productos hortícolas, naranjas y otros cítricos. La apicultura, la ganadería y la silvicultura son importantes también para la economía local. Esta última actividad, ha llevado a que la zona de Tranqueras se convierta en el principal centro forestal del departamento de Rivera. En ella se han instalado importantes empresas forestales, las que han forestado grandes superficies, instalado plantas de procesamiento de madera y diversos servicios relacionado.
La ciudad cuenta además con una variada gama de comercios minoristas de todas los rubros: hogar, agro, farmacias, librerías, etc.

## Lugares de interés
Entre los atractivos naturales que rodean a la ciudad, se encuentra la conocida Bajada de Pena en la ruta 30, a 18 km de Tranqueras, enclavada en la cuchilla Negra. Otros puntos cercanos destacados son la Sierra de la Aurora; el Valle del arroyo Lunarejo, importante por su biodiversidad; el río Tacuarembó y los arroyos Zanja Honda y Rubio Chico.

## Aspectos urbanos
La planta urbana de la ciudad está conformada por unas 240 manzanas, ubicadas en un damero irregular de unos 5 km de largo. El amanzanamiento incluye buena cantidad de calles pavimentadas y con alumbrado público; pintorescos bulevares, paseos, plazas y estadio. Aún se conserva la antigua estación de ferrocarril construida en piedra, instalada como casilla transportable en primera instancia y luego transformada en el edificio actual en 1892.

## Actividades populares
Se celebran Fiestas Criollas, el Carnaval popular y la Fiesta de la Sandía y la Forestación.

## Comunicaciones y prensa
Existen en la ciudad dos emisoras de radio, ambas transmiten en frecuencia modulada. Ellas son:
- Acacia FM 90.7
- Tranqueras FM 107.3